# J.League Division 2 2012
La stagione 2012 è stata la quattordicesima edizione della J.League Division 2, secondo livello del campionato giapponese di calcio.

## Avvenimenti

### Antefatti
In ottemperanza ad una normativa regolamentare della J.League che prescrive l'introduzione delle retrocessioni nel caso in cui il lotto delle squadre partecipanti superi il numero di 20, l'edizione 2012 della J.League Division 2 fu la prima caratterizzata dalla presenza di posti validi per il declassamento in Japan Football League. Secondo i criteri stabiliti il 17 gennaio, l'ultima classificata avrebbe ottenuto la retrocessione diretta mentre la penultima avrebbe dovuto disputare un playoff promozione/salvezza contro la seconda classificata del terzo livello (oppure la prima che possa soddisfare i criteri per l'iscrizione in J.League nel caso in cui la seconda non ne sia in grado). Vi furono delle modifiche regolamentari anche in zona promozione: le squadre classificatesi tra il terzo e il sesto posto si sarebbero affrontate in un playoff consistente in un mini-torneo a eliminazione diretta la cui vincitrice avrebbe ottenuto l'accesso in massima categoria.

### Il campionato
Il torneo vide la pronta risalita del Ventforet Kofu: dopo aver trascorso quasi tutta la prima parte della stagione nelle prime posizioni, oscillando tra i posti validi per la promozione diretta e quelli per i playoff, il Ventforet assunse definitivamente il comando della classifica grazie alla vittoria nel big-match del 29 luglio contro il Tokyo Verdy, accumulando in seguito un vantaggio tale da permetterle di assicurarsi, con tre giornate di anticipo, l'ascesa nella categoria superiore. Nelle posizioni immediatamente successive vi fu un'iniziale bagarre da cui uscì avvantaggiato il Kyoto Sanga Football Club che, a partire dal 19 agosto, occupò il secondo posto valido per l'accesso diretto in prima categoria. Pareggiando all'ultima giornata contro un Ventforet ormai privo di obiettivi da raggiungere, il Kyoto Sanga si fece tuttavia sorpassare da uno Shonan Bellmare rimasto in scia: la squadra si vide quindi costretta a disputare i playoff validi per la terza promozione assieme a Yokohama FC, Oita Trinita e JEF United, qualificatesi alla fase con un turno di anticipo grazie al calo a cui andò incontro il Tokyo Verdy nelle ultime giornate. Il torneo vide, infine, prevalere l'Oita Trinita che, dopo aver escluso il Kyoto Sanga in semifinale, ottenne la promozione grazie a un gol segnato da Takenori Hayashi nei minuti finali dell'incontro conclusivo con il JEF United.
Data la presenza, in Japan Football League, di una sola squadra capace di soddisfare i requisiti necessari per la promozione in seconda divisione, la zona retrocessione fu limitata all'ultimo posto valevole per il declassamento automatico. Il verdetto, deciso all'ultima giornata, condannò l'esordiente Machida Zelvia, autore di un disperato tentativo di rimonta nel finale.

## Squadre

### Profili
| Club partecipanti   | Club partecipanti | Città                  | Stadio                             | Stagione 2011                          |
| ------------------- | ----------------- | ---------------------- | ---------------------------------- | -------------------------------------- |
| Avispa Fukuoka      | dettagli          | Fukuoka                | Level-5 stadium                    | 17° in J.League Division 1, retrocesso |
| Ehime               | dettagli          | Matsuyama              | Ningineer Stadium                  | 15° in J.League Division 2             |
| Fagiano Okayama     | dettagli          | Okayama                | Momotaro Stadium                   | 13° in J.League Division 2             |
| Gainare Tottori     | dettagli          | Yonago                 | Tottori Soccer Stadium             | 19° in J.League Division 2             |
| Gifu                | dettagli          | Gifu                   | Nagaragawa Stadium                 | 20° in J.League Division 2             |
| Giravanz Kitakyushu | dettagli          | Kitakyūshū             | Honjō Athletic Stadium             | 8° in J.League Division 2              |
| JEF United          | dettagli          | Ichihara               | Fukuda Denshi Arena                | 6° in J.League Division 2              |
| Kataller Toyama     | dettagli          | Toyama                 | Toyama Athletic Stadium            | 16° in J.League Division 2             |
| Kyoto Sanga         | dettagli          | Kyoto                  | Nishikyogoku Athletic Stadium      | 7° in J.League Division 2              |
| Machida Zelvia      | dettagli          | Tokyo                  | Machida Municipal Athletic Stadium | 3° in Japan Football League            |
| Matsumoto Yamaga    | dettagli          | Matsumoto              | Matsumoto Stadium                  | 4° in Japan Football League, promosso  |
| Mito HollyHock      | dettagli          | Mito                   | K's denki Stadium Mito             | 17° in J.League Division 2             |
| Montedio Yamagata   | dettagli          | Prefettura di Yamagata | ND Soft Stadium                    | 18° in J.League Division 1, retrocesso |
| Oita Trinita        | dettagli          | Ōita                   | Ōita Stadium                       | 12° in J.League Division 2             |
| Roasso Kumamoto     | dettagli          | Kumamoto               | KKWing Stadium                     | 11° in J.League Division 2             |
| Shonan Bellmare     | dettagli          | Hiratsuka              | Hiratsuka Athletics Stadium        | 14° in J.League Division 2             |
| Tokyo Verdy         | dettagli          | Tokyo                  | Tokyo Stadium                      | 5° in J.League Division 2              |
| Thespa Gunma        | dettagli          | Prefettura di Gunma    | Shikishima Stadium                 | 9° in J.League Division 2              |
| Tochigi             | dettagli          | Utsunomiya             | Tochigi Green Stadium              | 10° in J.League Division 2             |
| Tokushima Vortis    | dettagli          | Tokushima              | Naruto Athletic Stadium            | 8° in J.League Division 2              |
| Ventforet Kofu      | dettagli          | Kōfu                   | Yamanashi Chuo Bank Stadium        | 16° in J.League Division 1, retrocesso |
| Yokohama FC         | dettagli          | Yokohama               | Mitsuzawa Stadium                  | 18° in J.League Division 2             |

### Allenatori
| Club                | Allenatore         |
| ------------------- | ------------------ |
| Avispa Fukuoka      | Kōji Maeda         |
| Ehime               | Ivica Barbarić     |
| Fagiano Okayama     | Masanaga Kageyama  |
| Gainare Tottori     | Hideo Yoshizawa    |
| Gifu                | Koji Gyotoku       |
| Giravanz Kitakyushu | Yasutoshi Miura    |
| JEF United          | Takashi Kiyama     |
| Kataller Toyama     | Takayoshi Amma     |
| Kyoto Sanga         | Takeshi Oki        |
| Machida Zelvia      | Osvaldo Ardiles    |
| Matsumoto Yamaga    | Yasuharu Sorimachi |

| Club              | Allenatore                                                |
| ----------------- | --------------------------------------------------------- |
| Mito HollyHock    | Tetsuji Hashiratani                                       |
| Montedio Yamagata | Ryōsuke Okuno                                             |
| Oita Trinita      | Kazuaki Tasaka                                            |
| Roasso Kumamoto   | Takuya Takagi                                             |
| Shonan Bellmare   | Cho Kwi-Jea                                               |
| Tokyo Verdy       | Ryōichi Kawakatsu (1ª-35ª) Shinichiro Takahashi (36ª-42ª) |
| Thespa Gunma      | Hiroshi Soejima                                           |
| Tochigi           | Hiroshi Matsuda                                           |
| Tokushima Vortis  | Shinji Kobayashi                                          |
| Ventforet Kofu    | Hiroshi Jōfuku                                            |
| Yokohama FC       | Yasuyuki Kishino (1ª-3ª) Motohiro Yamaguchi (3ª-42ª)      |

## Classifica
|  | Pos. | Squadra             | Pt | G  | V  | N  | P  | GF | GS | DR  |
|  | ---- | ------------------- | -- | -- | -- | -- | -- | -- | -- | --- |
|  | 1.   | Ventforet Kofu      | 86 | 42 | 24 | 14 | 4  | 63 | 35 | +28 |
|  | 2.   | Shonan Bellmare     | 75 | 42 | 20 | 15 | 7  | 66 | 43 | +23 |
|  | 3.   | Kyoto Sanga         | 74 | 42 | 23 | 5  | 14 | 61 | 45 | +16 |
|  | 4.   | Yokohama FC         | 73 | 42 | 22 | 7  | 13 | 62 | 45 | +17 |
|  | 5.   | JEF United          | 72 | 42 | 21 | 9  | 12 | 61 | 33 | +28 |
|  | 6.   | Oita Trinita        | 71 | 42 | 21 | 8  | 13 | 59 | 40 | +29 |
|  | 7.   | Tokyo Verdy         | 66 | 42 | 20 | 6  | 16 | 65 | 46 | +19 |
|  | 8.   | Fagiano Okayama     | 65 | 42 | 17 | 14 | 11 | 41 | 34 | +7  |
|  | 9.   | Giravanz Kitakyushu | 64 | 42 | 19 | 7  | 16 | 53 | 47 | +6  |
|  | 10.  | Montedio Yamagata   | 62 | 42 | 16 | 13 | 13 | 51 | 49 | +2  |
|  | 11.  | Tochigi             | 60 | 42 | 17 | 9  | 16 | 50 | 49 | +1  |
|  | 12.  | Matsumoto Yamaga    | 59 | 42 | 15 | 14 | 13 | 46 | 43 | +3  |
|  | 13.  | Mito HollyHock      | 56 | 42 | 15 | 11 | 16 | 47 | 49 | -2  |
|  | 14.  | Roasso Kumamoto     | 55 | 42 | 15 | 10 | 17 | 40 | 48 | -8  |
|  | 15.  | Tokushima Vortis    | 51 | 42 | 13 | 12 | 17 | 45 | 49 | -4  |
|  | 16.  | Ehime               | 50 | 42 | 12 | 14 | 16 | 47 | 46 | +1  |
|  | 17.  | Thespa Gunma        | 47 | 42 | 12 | 11 | 19 | 31 | 45 | -14 |
|  | 18.  | Avispa Fukuoka      | 41 | 42 | 9  | 14 | 19 | 53 | 68 | -15 |
|  | 19.  | Kataller Toyama     | 38 | 42 | 9  | 11 | 22 | 38 | 59 | -21 |
|  | 20.  | Gainare Tottori     | 38 | 42 | 11 | 5  | 26 | 33 | 78 | -45 |
|  | 21.  | Gifu                | 38 | 42 | 11 | 5  | 26 | 33 | 78 | -45 |
|  | 22.  | Machida Zelvia      | 32 | 42 | 7  | 14 | 21 | 27 | 55 | -28 |

Legenda:

      Promosso in J.League Division 1 2013

      Retrocesso in Japan Football League 2013

Note:
Tre punti a vittoria, uno a pareggio, zero a sconfitta.

## Risultati

### Playoff

#### Tabellone
|  | Semifinali | Semifinali   | Semifinali |            |   | Finale       | Finale | Finale |  |
|  |            |              |            |            |   |              |        |        |  |
|  | 3          | Kyoto Sanga  | 0          |            |   |              |        |        |  |
|  | 3          | Kyoto Sanga  | 0          |            |   |              |        |        |  |
|  | 6          | Oita Trinita | 4          |            |   |              |        |        |  |
|  | 6          | Oita Trinita | 4          |            | 6 | Oita Trinita | 1      |        |  |
|  |            |              |            |            | 6 | Oita Trinita | 1      |        |  |
|  |            |              | 5          | JEF United | 0 |              |        |        |  |
|  | 4          | Yokohama FC  | 5          | JEF United | 0 | 0            |        |        |  |
|  | 4          | Yokohama FC  |            |            |   |              |        |        |  |
|  | 5          | JEF United   | 4          |            |   |              |        |        |  |

#### Semifinali
|             | Risultati |              | Luogo e data               |  |
| ----------- | --------- | ------------ | -------------------------- |  |
| Kyoto Sanga | 0 - 4     | JEF United   | Kyoto, 18 novembre 2012    |  |
|             |           |              |                            |  |
| Yokohama FC | 0 - 4     | Oita Trinita | Yokohama, 18 novembre 2012 |  |

#### Finale
|              | Risultati |            | Luogo e data            |  |
| ------------ | --------- | ---------- | ----------------------- |  |
| Oita Trinita | 1 - 0     | JEF United | Tokyo, 23 novembre 2012 |  |

## Statistiche

### Classifiche di rendimento
| Andata              | Andata | Ritorno             | Ritorno |
|                     |        |                     |         |
| Montedio Yamagata   | 41     | Ventforet Kofu      | 49      |
| JEF United          | 40     | Yokohama FC         | 42      |
| Tokyo Verdy         | 40     | Giravanz Kitakyushu | 39      |
| Shonan Bellmare     | 40     | Kyoto Sanga         | 38      |
| Oita Trinita        | 40     | Shonan Bellmare     | 35      |
| Ventforet Kofu      | 37     | Matsumoto Yamaga    | 35      |
| Kyoto Sanga         | 36     | JEF United          | 32      |
| Fagiano Okayama     | 34     | Roasso Kumamoto     | 32      |
| Ehime               | 31     | Fagiano Okayama     | 31      |
| Yokohama FC         | 31     | Tochigi             | 31      |
| Mito HollyHock      | 31     | Oita Trinita        | 31      |
| Tochigi             | 29     | Tokyo Verdy         | 26      |
| Avispa Fukuoka      | 27     | Tokushima Vortis    | 26      |
| Tokushima Vortis    | 25     | Mito HollyHock      | 25      |
| Giravanz Kitakyushu | 25     | Thespa Kusatsu      | 24      |
| Matsumoto Yamaga    | 24     | Kataller Toyama     | 24      |
| Thespa Kusatsu      | 23     | Gainare Tottori     | 21      |
| Roasso Kumamoto     | 23     | Montedio Yamagata   | 20      |
| Gifu                | 17     | Ehime               | 19      |
| Gainare Tottori     | 17     | Machida Zelvia      | 19      |
| Kataller Toyama     | 14     | Gifu                | 18      |
| Machida Zelvia      | 13     | Avispa Fukuoka      | 14      |

| Casa                | Casa | Trasferta           | Trasferta |
|                     |      |                     |           |
| Ventforet Kofu      | 42   | Ventforet Kofu      | 44        |
| Kyoto Sanga         | 42   | Yokohama FC         | 42        |
| Shonan Bellmare     | 41   | Oita Trinita        | 37        |
| Mito HollyHock      | 39   | Shonan Bellmare     | 34        |
| JEF United          | 38   | Giravanz Kitakyushu | 34        |
| Tokyo Verdy         | 38   | JEF United          | 34        |
| Montedio Yamagata   | 37   | Kyoto Sanga         | 32        |
| Fagiano Okayama     | 36   | Fagiano Okayama     | 29        |
| Roasso Kumamoto     | 35   | Tokyo Verdy         | 28        |
| Oita Trinita        | 34   | Tochigi             | 28        |
| Matsumoto Yamaga    | 34   | Matsumoto Yamaga    | 25        |
| Tochigi             | 32   | Thespa Kusatsu      | 24        |
| Ehime               | 32   | Tokushima Vortis    | 24        |
| Yokohama FC         | 31   | Montedio Yamagata   | 23        |
| Giravanz Kitakyushu | 30   | Roasso Kumamoto     | 20        |
| Gainare Tottori     | 28   | Ehime               | 18        |
| Tokushima Vortis    | 27   | Kataller Toyama     | 17        |
| Avispa Fukuoka      | 25   | Mito HollyHock      | 17        |
| Thespa Kusatsu      | 23   | Machida Zelvia      | 16        |
| Gifu                | 22   | Avispa Fukuoka      | 16        |
| Kataller Toyama     | 21   | Gifu                | 13        |
| Machida Zelvia      | 16   | Gainare Tottori     | 10        |

### Primati stagionali
| Record - Maggior numero di vittorie: Ventforet Kofu (24) - Minor numero di sconfitte: Ventforet Kofu (4) - Miglior attacco: Shonan Bellmare (66) - Miglior difesa: JEF United (33) - Miglior differenza reti: Oita Trinita (+29) - Maggior numero di pareggi: Shonan Bellmare (15) - Minor numero di vittorie: Ventforet Kofu (4) - Maggior numero di sconfitte: Gainare Tottori e Gifu (26) - Peggiore attacco: Machida Zelvia (27) - Peggior difesa: Gainare Tottori e Gifu (78) - Peggior differenza reti: Gainare Tottori e Gifu (-45) | Capoliste solitarie - dalla 4ª alla 10ª giornata: Shonan Bellmare - dalla 13ª alla 15ª giornata: Montedio Yamagata - 16ª giornata: Kyoto Sanga - dalla 17ª alla 18ª giornata: Montedio Yamagata - 19ª giornata: JEF United - 20ª giornata: Tokyo Verdy - 21ª giornata: Montedio Yamagata - 22ª giornata: Tokyo Verdy - 23ª giornata: Oita Trinita - 25ª giornata: Tokyo Verdy - dalla 26ª alla 42ª giornata: Ventforet Kofu |

### Classifica dei marcatori
| Gol | Rigori |  | Giocatore        | Squadra         |
| --- | ------ |  | ---------------- | --------------- |
| 32  | 4      |  | Davi             | Ventforet Kofu  |
| 18  | 2      |  | Takuma Abe       | Tokyo Verdy     |
| 17  |        |  | Kengo Kawamata   | Fagiano Okayama |
| 14  | 1      |  | Koki Arita       | Ehime           |
| 14  |        |  | Yoshihito Fujita | JEF United      |

| Gol | Rigori |  | Giocatore          | Squadra             |
| --- | ------ |  | ------------------ | ------------------- |
| 14  |        |  | Kazushi Mitsuhira  | Oita Trinita        |
| 14  | 2      |  | Yasuhito Morishima | Oita Trinita        |
| 14  | 2      |  | Atsutaka Nakamura  | Kyoto Sanga         |
| 14  |        |  | Kōsuke Taketomi    | Roasso Kumamoto     |
| 13  | 1      |  | Jin Hanato         | Giravanz Kitakyushu |